# بیت جعربی (روستا)
 بیت جعربی  (در عربی:  بیت الجَعرَبی )
نام روستایی است در دهستان بَنُو قیَس از توابع استان حَجّه در کشور یمن در شبه جزیره عربستان.

## جمعیت
جمعیت آن (۴۵ ) نفر (۵ خانوار) می‌باشد.